# Aleksi I van Moskou

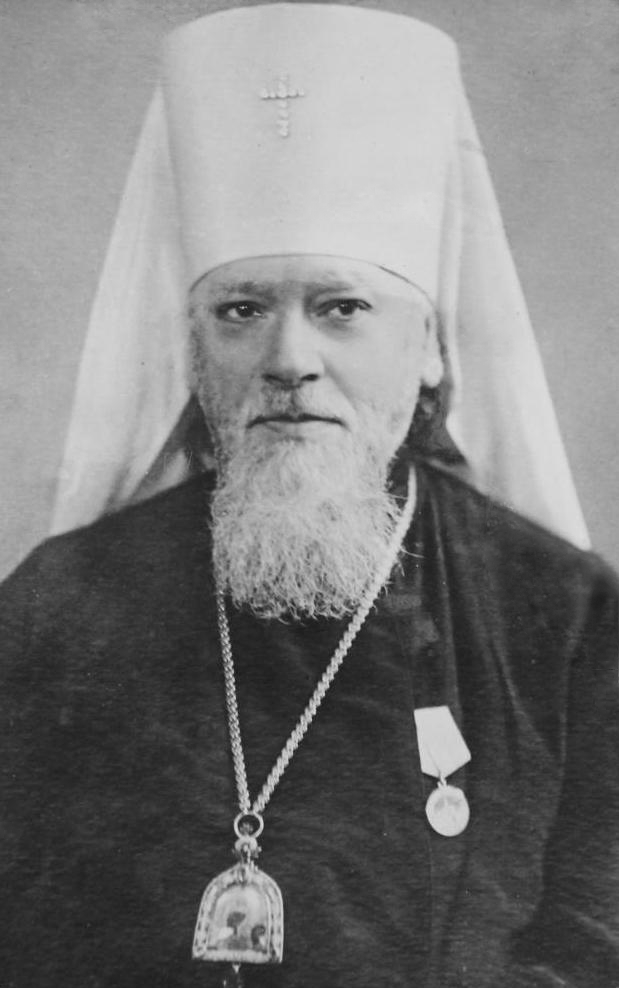

Aleksi I van Moskou (Russisch: Патриарх Алексий I), of gelatiniseerd Alexius I (Moskou, 8 november 1877 - Peredelkino, bij Moskou, 17 april 1970), was de 13e patriarch van Moskou en heel Rusland en primaat van de Russisch-orthodoxe Kerk tussen 1945 en 1970.

## Biografie
Aleksi werd als Sergej Vladimirovitsj Simanski in een adellijke familie geboren. Hij haalde aan de Keizerlijke Universiteit van Moskou een graad in de rechten en studeerde na vervulling van zijn dienstplicht aan de Theologische Academie van Moskou. In 1906 werd hij benoemd tot archimandriet en aangesteld als rector van het seminarie van Toela. In 1913 werd hij gewijd tot bisschop.
Na de bolsjewistische revolutie werd hij meermalen gearresteerd en in 1922 verbannen naar Kazachstan. In 1926 keerde hij terug naar Leningrad en werd benoemd tot vicaris van het bisdom Novgorod. Terwijl de metropoliet verbannen was leidde hij het bisdom. In 1933 was Aleksi kortstondig de aartsbisschop van Novgorod en later metropoliet van Leningrad.
Op 4 september 1943 vond er in het kremlin van Moskou een historische ontmoeting plaats tussen Aleksi en de twee overgebleven metropolieten, Sergius en Nikolai, met Jozef Stalin. Na twee decennia van ernstige vervolging van de Kerk was een groot deel van de bevolking nog steeds zeer religieus. In het midden van de Tweede Wereldoorlog wilde Stalin de patriottische gevoelens onder de bevolking opwekken en had daarbij de steun van de Kerk nodig. In ruil daarvoor verleende de Sovjet-leider de Kerk het recht om een nieuwe patriarch te kiezen en liet Stalin de heropening van een aantal kerken toe.
Na deze toezegging werd op 8 september 1943 een nieuwe patriarch gekozen. Patriarch Sergius was echter reeds 76 jaar oud en niet meer zo gezond. Acht maanden later, op 2 mei 1944, overleed de nieuwe patriarch. Op 2 februari 1945 werd Aleksi tot nieuwe patriarch van Moskou en heel Rusland gekozen.
Tijdens het ijzeren bewind van Nikita Chroesjtsjov kreeg Aleksi opnieuw te maken met toenemende vervolging van de Kerk.
Aleksi stierf op hoogbejaarde leeftijd, maar onverwacht. Hij werd bijgezet in de Ontslapeniskathedraal van het Drievuldigheidsklooster in Sergiev Posad (destijds Zagorsk). Aleksi heeft het ambt 25 jaar lang uitgeoefend en was daarmee de langst regerende patriarch van de Russisch-orthodoxe Kerk. Zijn opvolger werd patriarch Pimen I van Moskou.